# 山口薫
山口 薫（やまぐち かおる、1907年〈明治40年〉8月13日 - 1968年〈昭和43年〉5月19日）は、群馬県出身の洋画家。元東京芸術大学教授。

## 経歴
1907年（明治40年）8月13日、群馬県群馬郡箕輪村金敷平（現・高崎市箕郷町金敷平）の大地主山口家で、父彦太郎、母佐登の間に11人きょうだいの末子として生まれる。
箕輪尋常小学校卒業後、旧制高崎中学校（現・群馬県立高崎高等学校）に進む。中学時代の絵日記が、のちに『山口薫中学時代絵日記』として出版されている。絵日記には油絵を描いたり、帝展を見に東京に出かける等の逸話が現れる。4年次に旧制水戸高校理科を受験するも失敗し、5年の冬に上京し当時藤島武二が洋画を指導していた川端画学校で学ぶ。ここで矢橋六郎、村井正誠と出会う。
1925年（大正14年）に矢橋とともに東京美術学校（現東京芸術大学）西洋画科に入学。2年への進学時には、前年度の成績により西洋画科で学年唯一の授業料免除の特待生となった。2年次に第7回帝展に出品した『卓上静物』が入選。和田英作教室に入るが、川島理一郎主宰の金曜会という批評会にも参加する。3年次に第8回帝展に出品した『卓上静物』も入選するが、4年次の出品作品は落選。1929年（昭和4年）には第4回1930年協会展に『静物』が入選し、第4回国画会展でも『静物』が入選。昭和5年（1930年）3月東京美術学校を卒業するが卒業成績は下から3番目であったという。
同年、第17回二科展に『風景』を出品し入選。9月にフランスへの留学のため日本を離れる。グランド・ショミエール芸術学校に籍を置き、南仏、イタリア、スペインなどを旅行する。エコール・ド・パリの影響をうけ、自然主義的画風になる。パリに3年間滞在した後、1933年（昭和8年）7月に日本へ帰国。帰国前に『緑衣の女』など7作品を第8回国画会展に出品し会友となる。
1934年（昭和9年）の第9回国画会展にも『ポオトレ』など3作品を出品するが、直後に国画会を退会し、パリ留学仲間の長谷川三郎、村井正誠、矢橋六郎、大津田正豊、津田正周、パリで彼らの友人であったシャルル・ユーグとともに新時代洋画展を立ち上げる。
1936年（昭和11年）二又川はること結婚するも、半年で離婚。新時代洋画展は山口、矢橋、大津田、ユーグ、浜口陽三の「新浪漫派」、長谷川、村井、津田、瑛九の「実験室」のグループに分かれる。
1937年（昭和12年）新時代洋画展のメンバーに、黒色展、フォルム、新自然派協会のメンバーが加わり自由美術家協会を結成、オノサト・トシノブ、難波田龍起などが参加。ただし新自然派協会のメンバーはほどなく退会する。顧問として今泉篤男、富永惣一、柳亮、植村鷹千代、佐波甫、森口多里などを監査に迎える。このころから自然主義的画風から、壺、紐(1939年製作。群馬県立近代美術館所蔵)などのモティーフを組み合わせた幻想的で抒情的作風に変化してゆく。
1939年（昭和14年）青蘭女学校美術講師の職を得る。越前谷マサと結婚。
1940年（昭和15年）自由美術家協会が美術創作家協会と改名。
1941年（昭和16年）長男保輔誕生。
1943年（昭和18年）長女絢子誕生。
1944年（昭和19年）母が死去し、第8回美術創作家協会展に『葬送・母へ』を出品。同会の展覧会がこの年をもって休止。
1947年（昭和22年）次男杉夫誕生。自由美術家協会の本格的な展覧会が再開し、『ブルターニュの回想』を出品。
1950年（昭和25年）村井正誠、矢橋六郎、小松義雄、荒井龍男、植木茂、中村真、浅妻治郎とともに自由美術家協会を脱退し、モダンアート協会結成。
1951年（昭和26年）武蔵野美術学校講師となる。
1953年（昭和28年）東京芸術大学講師となる。第2回サンパウロ・ビエンナーレに『ダム・エリザベートの戴冠』など4作品を出品。
1956年（昭和31年）現代日本美術展で佳作賞。
1957年（昭和32年）第4回サンパウロ・ビエンナーレに『田園詩』など9作品を出品。
1958年（昭和33年）第2回グッゲンハイム国際美術展に『林と動物』を出品し日本国内賞を受賞。
1959年（昭和34年）『林と動物』その他の制作活動により第10回毎日美術賞を受賞。東京芸術大学助教授となる。
1960年（昭和35年）『矢羽根飛ぶ』その他の一連の制作活動により昭和34年度芸術選奨文部大臣賞受賞。第30回ヴェネツィア・ビエンナーレに『矢羽根飛ぶ』など7点を出品。
1964年（昭和39年）東京芸術大学教授となる。
1967年（昭和42年）胃癌の診断を受け東京女子医大病院で手術を受ける。
1968年（昭和43年）第8回現代日本美術展に『おぼろ月に輪舞する子供達』を出品。5月19日、東京女子医大病院で胃癌により死去。

## 主な作品
- 花子誕生（1951） - サロン・ド・メ展出品作品。群馬県立近代美術館所蔵。
- 葬送（1944） - 『母へ・葬送』の題で第8回美術創作家協会展に出品。
- 牛
- おぼろ月に輪舞する子供達（1968） - 何必館・京都現代美術館 山口薫作品室所蔵
- 花の像（1937） - 何必館・京都現代美術館 山口薫作品室所蔵

## 画集など
- 『山口薫』美術出版社 日本現代画家選 1955
- 『山口薫』勝田寛一・川辺敏哉編 求龍堂 1966
- 『山口薫中学時代絵日記 大正11年-1922年』煥乎堂 1969 . NCID BN12962599
- 『山口薫 第1-2集』求竜堂 1975-78 ①ISBN 978-4763089052②ISBN 978-4763089076
- 『山口薫 歳月の記録』宇佐見英治編 用美社 1983 ISBN 978-4946419041
- 『山口薫素描集』用美社 1983 復刻版1991 ISBN 978-4946419072
- 『独りの時間 山口薫詩画集』求龍堂 1999 ISBN 978-4763099051
- 『山口薫の犬甲斐虎のクマ』求龍堂 2008 ISBN 978-4763008237
- 『山口薫全作品集』求龍堂（東京美術倶楽部監修）2011 ISBN 978-4763011121